# Teinobasis filum
Teinobasis filum är en trollsländeart som först beskrevs av Brauer 1868.  Teinobasis filum ingår i släktet Teinobasis och familjen dammflicksländor. Inga underarter finns listade i Catalogue of Life.